# Perfect World Investment & Holding Group
Perfect World Investment & Holding Group được thành lập vào ngày 14 tháng 8 năm 2013, là một tập đoàn công nghiệp giải trí hàng đầu toàn cầu với Perfect World (002624) được liêm yết. Ngoài đầu tư chiến lược vào văn học và truyền thông, Perfect World Investment & Holding Group hiện còn tham gia vào các mảng kinh doanh bao gồm điện ảnh và truyền hình, game, thể thao điện tử, rạp chiếu phim, hoạt hình, giáo dục và các sản phẩm internet định hướng kinh doanh.

## Lịch sử
8 tháng 8 năm 2020, Perfect World Investment & Holding Group ra mắt thương hiệu Internet 88 và các siêu tên miền, tuyên bố gia nhập thị trường cộng tác thương mại Internet và phát hành sản phẩm đầu tiên của thương hiệu 88, Perfect Mailbox (完美邮箱) .

### Hoạt động
Macworld︱iWorld Asia 2013 Hứa Di Nhiên Phó chủ tịch cấp cao đến tham gia và có bài phát biểu.
31 tháng 5 năm 2013 Thế giới hoàn mỹ được mời tham gia vào phái đoàn doanh nhân cao cấp nhất của Trung Quốc, cùng với nhà lãnh đạo tối cao Trung Quốc đến thăm Mexico và những nơi khác. Đây cũng là lần đầu tiên công ty game online của Trung Quốc được mời tham gia vào một phái đoàn . Tháng 8, 2013  Perfect World tiếp đoán Phái đoàn Đảng Dân chủ Mông Cổ đến thăm Chi nhánh công ty ở Thành Đô. 12 tháng 11 năm 2013, Perfect World mua lại 100% cổ phần TGBus.com và mua lại một ít cổ phiếu PTBus.com .17 tháng 12 năm 2013, Perfect World mua lại Tập đoàn Unknown Worlds Entertainment .
Năm 2014, vòng thứ năm của cuộc tham vấn cấp cao của Sở giao dịch Nhân văn Trung Hoa - Hoa Kỳ được tổ chức tại Đại lễ đường Nhân dân, Phó thủ tướng Lưu Diên Đông gặp Trì Vũ Phong, người đứng đầu Perfect World. Cùng năm, App NGA gia nhập Perfect World . 28 và 29 tháng 3 năm 2014, Chủ tịch Trung Quốc Tập Cận Bình tổ chức một chuyến đi đến bốn nước châu Âu, Giám đốc điều hành Thế giới Hoàn Mỹ Tiêu Hoằng đại diện cho doanh nghiệp đi cùng chủ tịch . Tháng 7 năm 2014, Giám đốc điều hành Thế giới Hoàn Mỹ Tiêu Hoằng và Phó chủ tịch kim đại phát ngôn viên chính thức Thế giới hoàn mỹ Vương Vũ Uẩn đến thăm Brazil và Argentina với Chủ tịch Tập Cận Bình. 17 tháng 9 năm 2014 DVD của công ty Hoàn Mỹ ảnh thị Bắc Kinh được chọn làm quà tặng từ các nhà lãnh đạo Trung Quốc cho các nhà lãnh đạo nước ngoài . 17 tháng 12 năm 2014 Trung Quốc và Hoa Kỳ khởi động một sáng kiến nghiên cứu sinh mớiđể hỗ trợ các chuyên gia Hoa Kỳ trung cấp sang học tập tại Trung Quốc. Sáng kiến, được gọi là Zhi-Xing Trung Quốc- Thế giới Hoàn Mỹ Học bổng Lãnh đạo trẻ Hoa Kỳ-Trung Quốc, nhằm tài trợ cho 15 đến 20 chuyên gia Mỹ quan tâm đến văn hóa Trung Quốc và các công việc liên quan đến Trung Quốc đến thăm và học tập tại Trung Quốc hàng năm cho đến năm 2024 .
Năm 2015, A9VG, Điện thoại thông minh có kết nối Internet DOSPY, TGBus do Perfect World phát hành. Cùng năm, thành lập website 766.com.. 27 tháng 4 năm 2015, Perfect World Games hoàn thành tư nhân hóa . 26 tháng 9 năm 2015 đại diện của Perfect World tham dự bữa ăn tối chào đón chuyến thăm của Tập Cận Bình đến Hoa Kỳ và cuộc họp cấp cao của sáng kiến giáo dục toàn cầu đầu tiên Liên Hợp Quốc. Là một trong những đối tác chiến lược của UNESCO, Perfect World đã chứng kiến sự thành công của diễn đàn Thanh niên UNESCO lần thứ 9 tại trụ sở UNESCO tại Paris, Pháp diễn ra ngày 26 tháng 10 năm 2015.
25 tháng 7 năm 2016 Perfect World Pictures đổi tên thành Perfect World, chứng khoán của công ty thay đổi từ Perfect Global thành Perfect World . Cuối năm 2016 Perfect World tổ chức giải đấu Perfect World Masters . 25 tháng 1 năm 2020 game Unruly Heroes game do Perfect World phát hành giành được giải thưởng Giải Annie tại Mỹ. 25 tháng 11  Vương Vũ Uẩn, Phó chủ tịch cấp cao kiêm Người phát ngôn chính thức của Perfect World, tham gia tham dự cuộc họp thường niên của Hội nghị thường niên ngành công nghiệp game Trung Quốc tổ chức tại Trung tâm Hội nghị Quốc tế Thượng Hải, tham gia thảo luận về cải cách bên cung và quốc tế hóa ngành công nghiệp game . 15 tháng 12 tại lễ khai mạc Hội nghị thường niên ngành công nghiệp game Trung Quốc tổ chức ở Hải Khẩu, Giám đốc điều hành Perfect World Tiểu Hoằng tham dự cuộc họp thường niên và có bài phát biểu quan trọng về "Giải trí mới và sức mạnh mới-Cơ hội mới cho sự phát triển của ngành công nghiệp game"
Tháng 6 năm 2017, Perfect World tổ chức Asia Minor với PGL . 14 tháng 7 năm 2017 Giám đốc điều hành Perfect World Tiêu Hoằng tham gia Diễn đàn cấp cao hợp tác quốc tế "Vành đai và Con đường". Từ ngày 27 đến 30 tháng 7, Perfect World tham gia  ChinaJoy 2017 tổ chức tại Trung tâm Triển lãm Quốc tế Thượng Hải , đồng thời tham gia Triển lãm Giải trí Tương tác Kỹ thuật số Quốc tế Trung Quốc lần thứ 15 cùng thời gian và địa điểm . Từ ngày 13 đến ngày 15 tháng 10, Perfect World Pictures tham gia Triển lãm Liên hoan phim truyền hình Thượng Hải được tổ chức tại Trung tâm Triển lãm Thượng Hải . Tháng 10, 2017 Perfect World  tổ chức giải đấu China CS:GO City Elite Tournament cho các game thủ nghiệp dư .
Tại Hội nghị nhà phát triển Huawei 2020, Chiến Thần Di Tích, sản phẩm đầu tiên hỗ trợ khả năng phân tán của Huawei, cho phép điện thoại di động và TV giao tiếp với nhau . Perfect World và Huawei cũng thường xuyên hợp tác,  cùng khám phá và đổi mới công nghệ, Thế giới Hoàn Mỹ perfect worldtrở thành một trong những sản phẩm trò chơi Trung Quốc đầu tiên có mặt trên điện thoại Huawei. Trò chơi này cũng được ra mắt trên AppGallery ở nước ngoài của Huawei . 31 tháng 7, năm 2020, Global Cloud Game Industry Alliance (GCGA) chính thức được thành lập, Giám đốc điều hành Perfect World Tiêu Hoằng được bầu làm chủ tịch liên minh 
24 tháng 4 năm 2021, Học viện Tân Giang và Tập đoàn Perfect World Holding đồng tài trợ Diễn đàn đào tạo nhân tài trong ngành thể thao điện tử, diễn đàn được tổ chức nhằm giúp nâng cấp mô hình giáo dục thể thao điện tử. 29 tháng 6, Perfect World Holding và Trung tâm Giao dịch Thẻ, Tiền xu và Bưu điện Thượng Hải hợp tác xuyên biên giới để cùng phát triển thị trường văn hóa và sáng tạo nguyên bản của Trung Quốc. 5 tháng 9 năm 2021, Perfect World Holding Group và Đại học Nghiên cứu Quốc tế Bắc Kinh ký một thỏa thuận chiến lược . Tháng 9/2021 Perfect World Holding Group tặng 100 mẫu thực vật sa mạc cho sa mạc Kubuqi, để ngăn ngừa và kiểm soát sa mạc hóa và cải thiện tình hình bão cát ở miền Bắc Trung Quốc.. Tháng 11/2021 Perfect World hợp tác chiến lược với HarmonyOS làm 'metaverse'.

## Điện ảnh và truyền hình
Các mảng kinh doanh của Perfect World Pictures (PWPIC) bao gồm sản xuất, môi giới nghệ thuật, giải trí và tổ chức sự kiện, liên hợp game và điện ảnh cùng với các doanh nghiệp và đầu tư quốc tế.PWPIC thiết lập quan hệ đối tác chiến lược với Universal Pictures vào năm 2016 . Năm 2017, hợp tác với Gia Hành bằng cách đầu tư 500 triệu nhân dân Tệ để mua cổ phần của họ và thâu tóm 10% cổ phần của công ty Gia Hành .

### Phm phát hành
| Năm  | Tên                 | Sản xuất bởi | Ghi chú |
| ---- | ------------------- | --- | ------- |
| 2013 | Chốt chặn cuối cùng | Di Bonaventura Pictures | [ 30 ]  |
| 2014 | Cuộc Đấu Của Ender  | Summit Entertainment, Odd Lot Entertainment, Chartoff Productions, Taleswapper, Digital Domain, Kurtzman/Orci, Sierra Pictures | [ 31 ]  |
| 2014 | Dị biệt             | Summit Entertainment, Red Wagon Entertainment                                                                                  | [ 32 ]  |
| 2015 | Những kẻ nổi loạn   | Red Wagon Entertainment, Summit Entertainment, Mandeville Films                                                                |         |
| 2015 | Đường đua nghẹt thở | Cross Creek Pictures, Exclusive Media, Working Title Films, Imagine Entertainment, Revolution Films                            |         |
| 2016 | Những kẻ trung kiên | Red Wagon Entertainment, Lionsgate, Mandeville Films                                                                           |         |

### Phim hợp tác với Universal Studios
| Năm  | Tên                                          | Đồng sản xuất                                                                                      |
| ---- | -------------------------------------------- | -------------------------------------------------------------------------------------------------- |
| 2016 | Thợ săn: Cuộc chiến mùa đông                 | với Roth Films                                                                                     |
| 2016 | Hàng xóm ôn dịch 2                           | với Point Grey Pictures và Good Universe                                                           |
| 2016 | Ngôi sao nhạc Pop: Không bao giờ dừng lại    | với Apatow Productions và The Lonely Island                                                        |
| 2016 | Điệp viên không hoàn hảo                     | với New Line Cinema, RatPac-Dune Entertainment, Bluegrass Films, và Principato-Young Entertainment |
| 2016 | Siêu điệp viên Jason Bourne                  | với The Kennedy/Marshall Company, Captivate Entertainment và Pearl Street Film                     |
| 2016 | Nhóc tì của tiểu thư Jones                   | với Miramax, Studio Canal và Working Title Films                                                   |
| 2016 | Giáng Sinh hài hước                          | với Will Packer Productions                                                                        |
| 2017 | 50 sắc thái - Đen                            | với Michael De Luca                                                                                |
| 2017 | Xác ướp                                      | với K/O Paper Products, Secret Hideout, Conspiracy Factor và Sean Daniel Company                   |
| 2017 | Chuyến đi của các cô gái                     | với Will Packer Productions                                                                        |
| 2017 | Victoria & Abdul: Nữ hoàng & tri kỷ          | dưới (Focus Features) và BBC Films, Working Title Films và Cross Street Films                      |
| 2017 | Người tuyết                                  | với Another Park Film và Working Title Films                                                       |
| 2017 | Giờ đen tối                                  | dưới (Focus Features) hợp tác cùng Working Title Films                                             |
| 2017 | Bóng ma sợi chỉ                              | đồng sản xuất với Focus Features, Annapurna Pictures, và Ghoulardi Film Company                    |
| 2017 | Sự nổi loạn hoàn hảo 3                       | với Gold Circle Entertainment và Brownstone Productions                                            |
| 2018 | Năm mươi sắc thái tự do                      | với Michael De Luca Productions                                                                    |
| 2018 | Mary Magdalene                               | với The Weinstein Company, See-Saw Films, Film4 Productions, và Porchlight Films                   |
| 2018 | Thế giới khủng long: Vương quốc sụp đổ       | với The Kennedy/Marshall, Legendary Entertainment và Amblin Entertainment                          |
| 2018 | Ngày thanh trừng 4                           | với Blumhouse Productions và Platinum Dunes                                                        |
| 2018 | Tòa tháp chọc trời                           | với Legendary Pictures, Seven Bucks Productions và Flynn Picture Co                                |
| 2018 | Papi Chulo                                   | với Light Switch Productions                                                                       |
| 2018 | Mary, Nữ hoàng Scotland                      | với Working Title Films, Focus Features                                                            |
| 2018 | Johnny English: Tái xuất giang hồ            | với StudioCanal và Working Title Films                                                             |
| 2019 | Tu viện Downton                              | với Carnival Films                                                                                 |
| 2019 | Harriet                                      | với New Balloon và Stay Gold Pictures                                                              |
| 2019 | Giáng sinh năm ấy                            | với Feigco Entertainment và Calamity Films                                                         |
| 2019 | Cats: Những chú mèo                          | với Working Title Films và Amblin Entertainment                                                    |
| 2020 | Bác sĩ Dolittle: Chuyến phiêu lưu thần thoại | với Team Downey                                                                                    |
| 2020 | Emma                                         | với Working Title Films và Blueprint Pictures                                                      |
| 2021 | Old                                          | với Blinding Edge Pictures                                                                         |
| 2022 | Khách sạn huyền bí: Ma cà rồng biến hình     | với Columbia Pictures và Sony Pictures Animation                                                   |

## Game
Perfect World Games là công ty game Trung Quốc đầu tiên đi tiên phong trong việc phát triển độc lập engine game 3D. Với tư cách là nhà phát triển, nhà phân phối và điều hành trò chơi toàn cầu, các sản phẩm của họ bao gồm game cài đặt, trò chơi di động, console game, VR game và cloud game.

### Phát triển và phát hành
Dota 2- Phiên bản thử nghiệm - 25/9/2013 
- Neverwinter Xbox châu Âu và Mỹ - 3/2015  [34]
- *Tru Tiên mobile - Beta đầu tiên -2/6/2016 [35]

Tru Tiên mobile phát hành chính thức tại Trung - 1/2017 
Tru Tiên mobile phiên bản Phần Hương Hiện Thế - 30/3/2017 
- Crossout - Beta đầu tiên - 23/12/2016 [38]
- Subnautica - Thực tế ảo - 4/2016 [39]
- CS:GO - Beta đầu tiên - 15/9/2017 [40]
- Thế Giới Hoàn Mỹ 2 - Nhạc Hưởng Kì Thành - Public beta - 19/9/2017
- Tru Tiên 3 - Mạch Thượng Thập Niên - Public beta - 24/10/2017
- Võ Lâm Ngoại Truyện Mobile - 15/12/2017 [41]
- Hob - PS4 - Hong Kong - 8/1:2018

Hob: The Definitive Edition -  4/4/2019 
- Tân Tiếu ngạo giang hồ -  Game mobile - 19/12/2019 [43]

Tân Tiếu ngạo giang hồ - Ngũ Tiên - 23/7/2020 
3/2020: Hong Kong, Macau, Đài Loan 
5/2020: Singapore, Malaysia
9/2020 - Hàn Quốc - Đông Phương Bất Bại
Tân Tiếu ngạo giang hồ - Linh Tê đảo - 17/9/2020 
26/8/2020: Việt Nam 
5/2021: Nhật Bản
- Albireo - Game mobile 9/1/2020 [48]
- Tân Thần Ma Đại Lục - 2/7/2020 [49]

2/2020: Hàn Quốc - R5 
5/2021: Việt Nam
- Chiến Thần Di Tích - Android/IOS - 20/5/2021

## E-sport
Là nhà cung cấp độc quyền các sản phẩm thể thao điện tử nổi tiếng như DOTA2 và CS: GO tại Trung Quốc đại lục.Kể từ năm 2015, Perfect World đã tổ chức thành công các sự kiện thể thao điện tử quốc tế lớn, bao gồm CS: GO Asia Championships, DOTA2 Asia Championships (ba lần) và DOTA2 SuperMajor. Công ty cũng hỗ trợ VALVE tổ chức Giải vô địch DOTA2 Quốc tế 2019.Giữa tháng 6 năm 2020, Perfect World khởi xướng một giải đấu CS: GO Professional League hoàn toàn mới PERFECT WORLD LEAGUE (chính thức bằt đầu vào 2021), đồng thời tổ chức Perfect World DOTA 2 League. Được tổ chức bởi Perfect World, College League và City Challenge là những giải đấu nổi bật dành cho sinh viên đại học trong nước và các game thủ DOTA2 và CS: GO. Tháng 6 năm 2018, Perfect World bắt đầu hợp tác với VALVE trong dự án Steam China ..

## Rạp chiếu phim
Tháng 9 năm 2016, Thế giới hoàn mỹ mua lại Antaeus Cinema Line với mức giá không được tiết lộ  Tháng 10 năm 2016, Perfect World Cinemas Management được thành lập. Các hoạt động kinh doanh chính bao gồm phát triển, đầu tư và xây dựng rạp chiếu phim, phát hành phim, chiếu phim và các hoạt động kinh doanh phái sinh liên quan đến rạp hát như kinh doanh hàng hóa và quảng cáo. Hiện tại, Perfect World sở hữu 90 rạp chiếu phim tại hơn 60 thành phố và quận tự trị tại 20 tỉnh và khu vực trên khắp Trung Quốc đại lục. Các rạp chiếu phim dưới sự chỉ đạo của ban quản lý hiện có hơn 200 rạp .

## Hoạt hình
Perfect World Animation là một công ty hoạt hình trực thuộc Perfect World Group. Được thành lập vào năm 2015 .

## Giáo dục
Tháng 2 năm 2015, Chương trình "Phòng thí nghiệm lãnh đạo trẻ toàn cầu" của Perfect World được khởi động .Perfect World General Education and Technology được thành lập bởi Trì Vũ Phong vào năm 2016. Tháng 6 cùng năm công ty giáo dục trực tuyến dành cho trẻ em Hồng Ân Education (Hongen.com) được thành lập . 16 tháng 1 năm 2017 Perfect world Education tham gia Spring Festival Gala For Multinational Corporations do Bộ Giáo dục Trung Quốc tổ chức .

### Pix Seed
Cơ sở giáo dục nghệ thuật số Pix Seed (pixseedschool.com) do Perfect World Education thành lập khai trương tại Bắc Kinh vào ngày 27 tháng 4 năm 2017 . 3 tháng 7 khai giải.
Thạc sĩ Thực hành Chuyên nghiệp trong Chương trình Định hướng Phát triển game là chương trình tuyển sinh hợp tác giữa Perfect World Education với Đại học Đại học Abertay 

## Sản phẩm internet định hướng kinh doanh
88.com là là thương hiệu internet của doanh nghiệp.
Ngoài ra, Perfect World Investment & Holding Group cũng đầu tư chiến lược vào các tác phẩm văn học và truyền thông. Về tác phẩm văn học, Zongheng Literature sở hữu một số cổng thông tin văn học trực tuyến bao gồm Zongheng.com và Panda Reader, là nền tảng hàng đầu của Trung Quốc cho tiểu thuyết gốc và nội dung kỹ thuật số. Trong ngành truyền thông, StarGame hiện là một trong những phương tiện truyền thông game và cộng đồng game thủ trực tuyến lớn nhất Trung Quốc, bao gồm các kênh truyền thông bao gồm MMO, thể thao điện tử, game console, trò chơi di động và DOPSY.

## Perfect Music Online
完美音乐在线 là một nền tảng trải nghiệm tương tác giải trí hoàn toàn mới do Hoàn Mỹ Thời Không tạo ra cho đa số người chơi và người nghe.

## Game show
| Tên                      | Năm sản xuất | Ghi chú |
| ------------------------ | ------------ | ------- |
| Thử thách cực hạn        | 2015         |         |
| Khóa giới ca vương       | 2016         |         |
| Khóa giới kịch hý vương  | 2016         |         |
| Hướng về cuộc sống       | 2017         |         |
| Chúc mừng tết Trung Hoa  | 2017         |         |
| Mùa âm nhạc vô hạn       | 2018         |         |
| Bàn ăn ẩn số             | 2020         |         |
| Chúng ta khi mới bước đi | 2021         |         |

## Thông cáo
Ngày 15 tháng 11 năm 2021, công ty ra thông cáo trên twitter rằng: Perfect World ( #PFW) và các doanh nghiệp liên quan của nó không liên kết với Perfect World Investment & Holding Group hoặc bất kỳ công ty con nào của tập đoàn này.